# 麥克馬林島
66°17′S 110°31′E / 66.283°S 110.517°E
麥克馬林島（英語：McMullin Island）是南極洲的島嶼，位於威爾克斯地，處於雪莉島和基爾比島之間的紐科姆灣入口處南部，長0.6公里，屬於風車群島的一部分，根據美國海軍拍攝空中照片繪入地圖，現時由南極條約體系管理。